# Dryocopus
Ne doit pas être confondu avec Dryoscopus.
Genre
Dryocopus est un genre d'oiseaux de la famille des Picidae comprenant 7 espèces qui se répartissent entre les écozones indomalaise, paléarctique (Pic noir), néarctique (Grand Pic) et néotropicale.

## Liste des espèces
D'après la classification de référence (version 14.1, 2024) du Congrès ornithologique international (ordre phylogénique) :
- Dryocopus lineatus – Pic ouentou
- Dryocopus pileatus – Grand Pic
- Dryocopus schulzi – Pic lucifer
- Dryocopus javensis – Pic à ventre blanc
- Dryocopus hodgei – Pic des Andaman
- Dryocopus martius – Pic noir